# Писарівчина
Писарівчина — річка в Україні, у Житомирському районі Житомирської області. Права притока Гнилоп'яті (басейн Дніпра).

## Опис
Довжина річки приблизно 3 км.

## Розташування
Бере початок на північному сході від Гаю. Тече переважно на північний захід і в Рудні-Городищі впадає у річку Гнилоп'ять, праву притоку Тетерева.